# Francesco Bruni (sceneggiatore)
Francesco Bruni (Roma, 30 settembre 1961) è uno sceneggiatore e regista italiano.

## Biografia
Nato a Roma da padre pisano e madre livornese, è cresciuto a Livorno, ha frequentato il Liceo classico Niccolini Guerrazzi, e si è laureato in Lettere Classiche all’Università di Pisa. Dopo il diploma in Sceneggiatura al Centro Sperimentale di Cinematografia  a Roma, ha iniziato la sua carriera nel 1991, con la cosceneggiatura del film Condominio di Felice Farina. Dal 1994 ha collaborato alle sceneggiature dei film del regista Paolo Virzì (La bella vita, Ferie d'agosto, Ovosodo, Baci e abbracci, My Name Is Tanino, Caterina va in città, N - Io e Napoleone, Tutta la vita davanti, La prima cosa bella, Tutti i santi giorni e Il capitale umano e, dal 1995 al 2003, anche a quelle dei film del regista Mimmo Calopresti (La seconda volta, La parola amore esiste, Preferisco il rumore del mare, La felicità non costa niente).
Ha inoltre lavorato con Franco Bernini (soggetto e sceneggiatura del film Sotto la luna), David Riondino (Cuba libre - Velocipedi ai tropici), Francesca Comencini (Le parole di mio padre) e con i comici Ficarra e Picone (Nati stanchi, Il 7 e l'8, La matassa). Ha collaborato alle sceneggiature de I Viceré di Roberto Faenza, tratto dall'omonimo romanzo di Federico De Roberto, e del film Miracolo a Sant'Anna, di Spike Lee. Ha anche contribuito al soggetto del lungometraggio in quattro episodi 4-4-2 - Il gioco più bello del mondo, prodotto da Paolo Virzì
Per la televisione ha adattato, per la serie del Commissario Montalbano, i racconti e romanzi di Andrea Camilleri, e per la serie Il commissario De Luca, quelli di Carlo Lucarelli. Ha inoltre sceneggiato il film TV Il tunnel della libertà, per la regia di Enzo Monteleone. Come attore ha recitato in una piccola parte nel film La guerra degli Antò di Riccardo Milani (1999). Insegna sceneggiatura presso il Centro sperimentale di cinematografia di Roma.
Nel 2011 esordisce alla regia con Scialla! (Stai sereno) presentato al Festival di Venezia 2011 dove vince il Premio Controcampo per i lungometraggi narrativi. Per questo film, risultato essere il più premiato del 2011, vince il David di Donatello 2012 come Miglior regista esordiente e il Nastro d'argento 2012 per Miglior regista esordiente. Nel settembre 2012 è nominato presidente della giuria della sezione Prospettive Italia  dell'edizione 2012 del Festival internazionale del film di Roma. A marzo del 2013 è stato eletto presidente dei 100 Autori, la principale associazione italiana degli autori del settore audiovisivo. Vince il premio Flaiano per la sceneggiatura per Cosa sarà (2020).
Tra il 2022 e il 2024 è alla regia e alla sceneggiatura di Tutto chiede salvezza, una serie televisiva italiana pubblicata su Netflix e tratta dall'omonimo romanzo di Daniele Mencarelli.

### Vita privata
È il padre di Arturo Bruni, rapper meglio conosciuto come Side Baby e marito di Raffaella Lebboroni.

## Filmografia parziale

### Soggetto
- Sotto la luna, regia di Franco Bernini (1998)
- Baci e abbracci, regia di Paolo Virzì (1999)
- Caterina va in città, regia di Paolo Virzì (2003)
- 4-4-2 - Il gioco più bello del mondo, regia di Michele Carrillo, Claudio Cupellini e Roan Johnson (2006)
- Scialla! (Stai sereno), regia di Francesco Bruni (2011)

### Sceneggiatore
- Condominio, regia di Felice Farina (1991)
- Bonus Malus, regia di Vito Zagarrio (1993)
- La bella vita, regia di Paolo Virzì (1994)
- La seconda volta, regia di Mimmo Calopresti (1995)
- Ferie d'agosto, regia di Paolo Virzì (1996)
- Cuba libre - Velocipedi ai tropici, regia di David Riondino (1997)
- Ovosodo, regia di Paolo Virzì (1997)
- La parola amore esiste, regia di Mimmo Calopresti (1998)
- Sotto la luna, regia di Franco Bernini (1998)
- Il commissario Montalbano, regia di Antonio Ricci (1999)
- Baci e abbracci, regia di Paolo Virzì (1999)
- Nati stanchi, regia di Dominick Tambasco (2001)
- Le parole di mio padre, regia di Francesca Comencini (2001)
- Come si fa un Martini, regia di Kiko Stella (2001)
- My Name Is Tanino, regia di Paolo Virzì (2002)
- Caterina va in città, regia di Paolo Virzì (2003)
- La felicità non costa niente, regia di Mimmo Calopresti (2003)
- N (Io e Napoleone), regia di Paolo Virzì (2006)
- I Viceré, regia di Roberto Faenza (2007)
- Il 7 e l'8, regia di Ficarra, Picone e Giambattista Avellino (2007)
- Tutta la vita davanti, regia di Paolo Virzì (2008)
- La matassa, regia di Ficarra, Picone e Giambattista Avellino (2009)
- La prima cosa bella, regia di Paolo Virzì (2010)
- Scialla! (Stai sereno), regia di Francesco Bruni (2011)
- Anche se è amore non si vede, regia di Ficarra e Picone (2011)
- Tutti i santi giorni, regia di Paolo Virzì (2012)
- Il capitale umano, regia di Paolo Virzì (2014)
- Noi 4, regia di Francesco Bruni (2014)
- Slam - Tutto per una ragazza, regia di Andrea Molaioli (2016)
- Lasciati andare, regia di Francesco Amato (2017)
- La concessione del telefono - C'era una volta Vigata, regia di Roan Johnson (2020)
- Màkari, regia di Michele Soavi – serie TV (2021)
- Tutto chiede salvezza, regia di Francesco Bruni - serie TV (2022-2024)
- Un altro ferragosto, regia di Paolo Virzì (2024)
- Cinque secondi, regia di Paolo Virzì (2025)

### Regista
- Scialla! (Stai sereno) (2011)
- Noi 4 (2014)
- Tutto quello che vuoi (2017)
- Cosa sarà (2020)
- Tutto chiede salvezza (2022-2024) - serie TV

### Attore
- La guerra degli Antò, regia di Riccardo Milani (1998)

## Premi e riconoscimenti
- Nastro d'argento alla migliore sceneggiatura per La prima cosa bella (2010)
- David di Donatello per la migliore sceneggiatura per La prima cosa bella (2010)
- David di Donatello al miglior regista esordiente per Scialla! (Stai sereno) (2012)
- David di Donatello giovani per Scialla! (Stai sereno) (2012)
- David di Donatello per la migliore sceneggiatura per Il capitale umano (2014)
- David di Donatello giovani per Tutto quello che vuoi (2018)
- Ciak d'oro 1998 migliore sceneggiatura per Ovosodo
- Ciak d'oro 2004 migliore sceneggiatura per Caterina va in città[6]
- Ciak d'oro 2010 migliore sceneggiatura per La prima cosa bella[7]
- Ciak d'oro 2014 migliore sceneggiatura per Il capitale umano (2014)[8]
- Ciak d'oro 2021 candidatura a miglior regista per Cosa sarà[9]
- Premio Publikumspreis Enit per Tutto quello che vuoi (2018).
- Premio Flaiano per la migliore sceneggiatura per Cosa sarà
- 2021 - Nastro d'argento[10]

- Miglior sceneggiatura per Cosa sarà
- Candidatura al miglior film per Cosa sarà
- Nastri d'argento 2021 - Candidatura al miglior regista per Cosa sarà

### Altri riconoscimenti
- Vincitore dell'Agave di Cristallo 2012 per il film Scialla!, quale Miglior Film Italiano per la Qualità dei Dialoghi.
- Vincitore del Premio Vittorio De Sica 2013 per la sceneggiatura.[11]